# Opt-in
Opt-in (von englisch to opt (for something) ‚optieren‘, ‚sich für etwas entscheiden‘) ist ein ausdrückliches Zustimmungsverfahren aus dem Permission Marketing, bei dem der Endverbraucher Werbekontaktaufnahmen – meist durch E-Mail, Telefon oder SMS – vorher explizit schriftlich gestatten muss.
Ein typisches Opt-in ist etwa die Checkbox in der Kaufabwicklung, in der man beim Einkauf in einem Online-Shop durch Ankreuzen der Zusendung eines E-Mail-Newsletters zustimmt. Auch die Zustimmung zum Setzen von Cookies, die Webseitenbetreiber nach der europäischen Datenschutz-Grundverordnung seit 2018 von ihren Besuchern einholen müssen, ist ein Opt-in.
Sein Gegensatz ist ein – in vielen Fällen rechtlich unzulässiges – Opt-out-Verfahren: Hier gilt die Werbekontaktaufnahme solange als akzeptiert, wie der Verbraucher ihr nicht explizit widersprochen hat. Beim Versand postalischer Mailings ist das Opt-out auch aktuell noch der Standard. Vor nicht-adressierter Werbung können sich Verbraucher durch einen Hinweis an ihrem Briefkasten („Keine Werbung“) schützen, den die Post und andere Werbeverteiler beachten müssen. Darüber hinaus besteht die Möglichkeit für Verbraucher, sich auf der Robinsonliste eintragen zu lassen.

## Einfaches Opt-in
Ein einfaches Opt-in liegt vor, wenn die Zustimmung durch einmaliges Markieren einer Checkbox bzw. die einmalige Eingabe der E-Mail-Adresse oder Telefonnummer in einem entsprechend beschrifteten Feld oder Dokument erfolgt – dabei muss allerdings unmissverständlich schriftlich darüber aufgeklärt werden, dass einer Werbekontaktaufnahme zugestimmt wird.
Ein Problem bei einfachem Opt-in im Bereich des E-Mail-Marketings ist, dass beliebige Kontaktdaten zur Anmeldung verwendet werden können, also auch fehlerhafte Daten oder Daten dritter Personen oder Organisationen. Da solche falschen oder missbräuchlichen Einträge immer wieder zu Problemen und Ärger führen, wurde das verbesserte Verfahren „Double-Opt-in“ entwickelt. Dies ist gesetzlich nicht verpflichtend, wird aber aus den genannten Gründen immer häufiger von der Rechtsprechung gefordert. Auch beim Telefon gibt es eine Art Bestätigung der Einwilligung im Wege der Telefonverifizierung.

## Confirmed Opt-in
Beim „Confirmed Opt-In“ wird an die eingetragene E-Mail eine Bestätigungs-Mail ohne Bestätigungslink geschickt. Die erteilte Zustimmung zur Werbekontaktaufnahme wird trotzdem sofort wirksam. Der Verbraucher müsste dieser Mail widersprechen, um keine unerwünschte Werbung zu erhalten. Teilweise wird der Begriff von Spammern missbraucht. So nehmen manche Spammer in Anspruch, „Confirmed Opt-in“ zu betreiben, wenn ein neuer Empfänger eines Newsletter-Abonnements nach der Eintragung eine E-Mail zugeschickt bekommt, in der er auf das soeben getätigte Abonnement hingewiesen und davon in Kenntnis gesetzt wird, wie er das Abonnement wieder beenden kann.

## Double-Opt-in/Closed-Loop-Opt-in
Beim „Double-Opt-in“ (auch „Closed-Loop-Opt-in“ genannt) wird der Eintrag der Abonnentenliste durch einen zweiten Schritt bestätigt: Meist wird hierzu eine E-Mail-Nachricht (oder auch schriftlich auf dem Postweg, telefonisch, per Banküberweisung) mit Bitte um Bestätigung an die eingetragene Kontakt-Adresse gesendet. Diese Nachricht wird auch als „DOI-Mail“ oder „Checkmail“ bezeichnet. Handelt es sich um ein echtes, das heißt erwünschtes Opt-in, bekommt der Abonnent eine Bestätigung seiner angegebenen Kontaktdaten. Handelt es sich dagegen um einen missbräuchlich erfolgten Eintrag, kann sich der unfreiwillige Abonnement-Kandidat vor einem Eintrag in die Abonnement-Liste schützen, indem er auf die Bestätigungsanfrage nicht reagiert. Eine Registrierung beim „Double-Opt-in“ wird erst dann wirksam, wenn sie bestätigt wird. 
Dieses Verfahren hat sich mittlerweile im E-Mail-Marketing in Deutschland durchgesetzt und wird für die Adressgenerierung bei professionellen Versendern mehrheitlich verwendet. Das Unternehmen, welches dieses Verfahren anbietet, protokolliert diese Schritte, damit später bewiesen werden kann, ob und wann die Erlaubnis erteilt wurde. Mit diesem Verfahren wird vermieden, dass eine dritte Person die eigene E-Mail-Adresse bei einem Newsletter einträgt und man somit ungefragt Werbung erhält.
Dieses Verfahren wird für seriöses E-Mail-Marketing von verschiedenen Organisationen, wie zum Beispiel dem Deutschen Dialogmarketing Verband (DDV), empfohlen. Der BGH erklärte, das Double-opt-in-Verfahren ist geeignet, Darlegung und Nachweis einer Einwilligung in den Empfang von Werbemails zu erleichtern.

## Rechtslage

### Deutschland
In Deutschland sind bestimmte Werbemaßnahmen nur nach erklärter oder mutmaßlicher Einwilligung zulässig. Dies ist vor allem im Gesetz gegen den unlauteren Wettbewerb, § 7, Absatz 2, Nummer 2 und 3 von 2004 geregelt.
Gemäß § 7 Abs. 2 Gesetz gegen den unlauteren Wettbewerb (UWG) stellt es für den Verbraucher eine unzumutbare Belästigung dar, wenn er ohne seine vorherige ausdrückliche Einwilligung Werbung per E-Mail oder Telefon erhält. Kontaktiert der Werbetreibende einen Verbraucher ohne dessen Werbeeinverständnis („Opt-In“) stellt dies eine Wettbewerbsverletzung dar. Dies gilt sowohl für den E-Mail- als auch den Telefonkanal. Für den Postweg ist kein Werbeeinverständnis erforderlich, wobei dies im Rahmen der Datenschutznovelle 2008 häufig diskutiert wurde.
Eine Verpflichtung zu Closed-Loop Opt-in besteht gesetzlich nicht. Allerdings ergibt sich für den Werbetreibenden das Problem, dass das einmal erklärte (Single) Opt-in von einem Dritten stammen könnte. Möglicherweise kennt dieser den Inhaber der fälschlich angegebenen Mailadresse und will ihn belästigen. Dann ist der nun tatsächlich Beworbene nicht an das Opt-in gebunden. Dass auch der Werbende dabei getäuscht wurde, spielt keine Rolle, denn auf sein Verschulden kommt es nicht an.
Um dieses Problem zu vermeiden, wird daher oft Double-Opt-in gewählt: Hier kann sich der Werbetreibende sicher sein, dass die Einwilligung zum E-Mail-Versand tatsächlich von dem Konto stammt, an welches später die Werbemails ausgeliefert werden. Die für das Double-Opt-in notwendige Nachfrage wurde von Gerichten zuletzt häufig als nicht wettbewerbswidrig erachtet.
Eine einheitliche Rechtsprechung gibt es bis dato nicht. Jede (auch gewollte) Zusendung bleibt mit einem Restrisiko behaftet. Die Tendenz der Gerichtsurteile scheint mehr zur Zulässigkeit der Zusendung des Bestätigungslinks beim Double-Opt-in zu tendieren. 
Weiter können Werbeeinwilligungen, die mittels Opt-in erteilt worden sind, nicht trivial weiterverkauft oder weitergegeben werden. Das Opt-In gilt nur für denjenigen dem sie erteilt worden ist und somit muss entweder eine neue Erteilung erfolgen. Unternehmen umgehen dies beispielsweise indem sie bei der Einwilligung Werbung von dritter erwähnen und somit einfach Werbung oder ähnliches für Dritte in ihrem Namen zum Beispiel im Rahmen eines Newsletters versenden.
Das Amtsgericht München bestätigte 2006, dass E-Mails mit einer Aufforderung, die Eintragung in eine Mail-Verteilerliste zu bestätigen, kein Spam seien, weil es dem Empfänger zumutbar sei, durch Nichtstun und Abwarten die automatisierte Löschung der eigenen Mailadresse aus der Mailingliste zu erzwingen. Das Urteil ist rechtskräftig.
Das Landgericht Hamburg urteilte 2008 über die Aufbewahrungsdauer einer datenschutzrechtlichen Einwilligungserklärung, also einer Opt-in-Erklärung. Das Landgericht hat sich als eines der ersten überhaupt zur Frage geäußert, wie lang eine datenschutzrechtliche Einwilligungserklärung überhaupt aufbewahrt werden darf und muss. Die Richter urteilten, solange ein Verwender oder Adresseigner damit rechnen müsse, das Vorliegen einer Einwilligung nachweisen zu müssen, müsse und dürfe er die entsprechenden Daten auch speichern. Als Frist setzten die Richter unter Hinweis auf § 11, Absatz 4 UWG drei Jahre fest.
Der Bundesgerichtshof stellt in seinem Urteil vom 10. Februar 2011 (Az.: I ZR 164/09) fest: „Ein elektronisch durchgeführtes Double-Opt-In-Verfahren ist zur Einholung des Einverständnisses für Werbeanrufe ungeeignet.“ Die Verifikation des Angerufenen muss also durch ein mehrstufiges Verfahren erfolgen. 
Mit Urteil vom 27. September 2012 (Az. 29 U 1682/12) hat das Oberlandesgericht München entschieden, dass schon eine E-Mail, mit der zur Bestätigung einer (Newsletter-)Bestellung im Double-opt-in-Verfahren aufgefordert wird, als Werbung unter das Verbot von § 7 Abs. 2 Nr. 3 UWG fallen kann. Die Entscheidung dürfte auch im Zusammenhang mit der BGH-Entscheidung „Double-opt-in-Verfahren“ kritisch zu hinterfragen sein. Die Revision zum Bundesgerichtshof wurde hinsichtlich der Frage zugelassen, ob bzw. wann eine solche Bestätigungs-E-Mail Werbecharakter besitzt. Die Entscheidung wird in der juristischen Literatur kritisch bewertet bzw. abgelehnt. Eine sog. „Bestätigungsaufforderung“ im automatisierten „Double-Opt-In-Verfahren“ stelle unter bestimmten Voraussetzungen ohne Weiteres noch keine Werbung dar.

### Schweiz
In der Schweiz ist es seit dem 1. April 2007 gemäß dem Bundesgesetz gegen den unlauteren Wettbewerb Art. 3, Abs. o verboten, Massenwerbungen, ohne direkten Zusammenhang zu einem angeforderten Inhalt zu versenden, falls nicht vorher die Einwilligung des Empfängers eingeholt wurde, der korrekte Absender nicht angegeben ist oder nicht auf eine problem- und kostenlose Ablehnungsmöglichkeit hingewiesen wird. Eine ausdrückliche Pflicht, ein Double-Opt-in zu benutzen, besteht allerdings nicht. Im Zuge der seit dem 25. Mai 2018 definitiv gültigen EU DSGVO sollte das Opt-in Verfahren geprüft und auf Double Opt-in erweitert werden, um die Zustimmung der Empfänger (vor allem der Empfänger aus dem EU-Raum) nachweisen zu können.
A.) E-Mail-Marketing respektive E-Mail-Werbung an potenzielle Kunden ist erlaubt, wenn die folgenden Voraussetzungen erfüllt werden:
1. Der Adressat hat vorgängig, d. h. vor dem eigentlichen Empfang einer elektronischen Werbenachricht, ausdrücklich seine Einwilligung zum Erhalt gegeben.
2. Der Absender gibt sich eindeutig zu erkennen.
3. Dem Empfänger wird eine Möglichkeit geboten, künftig auf Werbesendungen dieses Senders zu verzichten. Die Abmeldemöglichkeit soll einfach und ohne weitere Kosten für den Empfänger ausgelöst werden können.

B.) E-Mail-Marketing respektive E-Mail-Werbung an eigene (bestehenden) Kunden ist unter den folgenden Voraussetzungen erlaubt:
1. Es muss ein Zusammenhang zwischen der seinerzeit bezogenen Leistung und der neu beworbenen Leistung bestehen.
2. Es dürfen keine Drittleistungen beworben werden. Weiter gelten die Punkte 1. und 2. unter Punkt A.)

Die Einhaltung der obigen Punkte sind die minimalen Grundvoraussetzungen für die Direktwerbung in elektronischen Medien.

### Europa
Mit einem Urteil vom 1. Oktober 2019 zur Auslegung der sogenannten Cookie-Richtlinie, einer Ergänzung der europäischen Datenschutzrichtlinie für elektronische Kommunikation, entschied der Europäische Gerichtshof, dass auch beim Speichern und Abrufen sogenannter Tracking-Cookies auf den Rechnern von Webseitenbesuchern EU-weit eine uneingeschränkte Opt-in-Pflicht besteht. Konkret ging es bei dem vom deutschen Bundesgerichtshof mit der Bitte um Rechtsauslegung an den Europäischen Gerichtshof weitergereichten Fall darum, ob die Zustimmung zum Einsatz von Cookies durch ein Ankreuzkästchen mit voreingestelltem Häkchen datenschutzkonform erteilt werden kann (die Notwendigkeit seitens des Internetnutzers, bei Nichtzustimmung das Häkchen aktiv zu entfernen, entspricht einem Opt-out), was der EuGH verneinte. Der Rechtsstreit bestand zwischen dem deutschen Bundesverband der Verbraucherverbände und dem Online-Gewinnspielveranstalter Planet49; das Urteil hat jedoch grundsätzliche Bedeutung.